# 10483 Tomburns
10483 Tomburns este un asteroid din centura principală de asteroizi.

## Descriere
10483 Tomburns este un asteroid din centura principală de asteroizi. A fost descoperit pe 4 septembrie 1983 la Stația Anderson Mesa de Edward L. G. Bowell. Asteroidul prezintă o orbită caracterizată de o semiaxă mare de 2,27 ua, o excentricitate de 0,17 și o înclinație de 4,2° în raport cu ecliptica.